# Rešetari
Rešetari es un municipio de Croacia en el condado de Brod-Posavina.

## Geografía
Se encuentra a una altitud de 132 m s. n. m. a 148 km de la capital nacional, Zagreb.

## Demografía
En el censo 2011 el total de población del municipio fue de 4 753 habitantes, distribuidos en las siguientes localidades:
- Adžamovci -612
- Brđani - 252
- Bukovica - 152
- Drežnik- 464
- Gunjavci - 424
- Rešetari - 2 450
- Zapolje- 399

| Gráfica de población de Rešetari 1857-2011                          |
|                                                                     |
| Según los censos de población de la oficina estadística de Croacia. |